# Арктичний біогеографічний регіон

Біогеографічні регіони Європи й Туреччини: арктичний, бореальний, атлантичний, континентальний, альпійський, паннонський, середземноморський, макаронезійський, степовий, чорноморський та анатолійський регіони

Європейський арктичний біогеографічний регіон — біогеографічний регіон Європи навколо та в Північному Льодовитому океані. Цей регіон має дуже різноманітний ландшафт і містить деякі з небагатьох великих територій дикої природи, що залишилися в Європі. Значна частина регіону перебуває під заледенінням; поширена вічна мерзлота. Взимку активних видів небагато, але є великі популяції літніх рослин і тварин. Велика кількість видів птахів і риб, що мігрують, нерозривно пов'язані з арктичними екосистемами. У значній частині регіону переважають прибережні місця проживання, і взаємодія з морем є домінантною ознакою. Передбачуване підвищення температури на кілька градусів може радикально змінити умови в багатьох районах і зрушити рослинні та тваринні угруповання до більш бореальних типів. Деякі види можуть вимерти. Існують значні антропогенні впливи від забруднення повітря на великі відстані, а в деяких районах від довготривалого надмірного випасу худоби та нещодавно від туризму.
Європейська комісія та Рада Європи визначили європейський арктичний біогеографічний регіон з метою звітування про зусилля та результати збереження. Регіон включає Ісландію та частину Норвегії (включаючи Свальбард) та Росії, включаючи Землю Франца-Йосифа та Нову Землю. Його площа становить 670 000 км², з яких 63% припадає на Росію, 22% на Норвегію та 15% на Ісландію. Близько 60% території займають поля й тундра.

## Рельєф
Регіон містить широкий спектр ландшафтів, від голих скель до боліт, від льодовика до поля, від гір до низинної рівнини. Хоча деякі частини регіону не були покриті льодом під час останнього льодовикового періоду, більшість наземних екосистем є результатом колонізації протягом 10 000 років з того часу. Колонізація рослинності триває в деяких вулканічних районах Ісландії та в районах по всьому регіону, де лід відступає. Попри малу кількість опадів, болотисті ландшафти є поширеними. Узбережжя в основному скелясті, Однак у деяких районах великі рівнини розташовані до моря з болотами й великими дельтами, наприклад, навколо російської річки Печора та на півдні Ісландії.

## Ґрунти
Значна частина області має ґрунти з промерзлим шаром в основі. Арктичні ґрунти, як правило, молоді, малородючі та слабо розвинені. Тундрові ґрунти мають товстий шар значною мірою нерозкладеної органічної речовини або торфу. На противагу цьому, ґрунти полярних пустель часто складаються з чистого піску та гравію лише зі слідами органічного матеріалу. Найбільш розвиненим і родючим ґрунтом є арктичний бурий ґрунт, що трапляється в захищених місцях на теплих, добре дренованих ділянках із глибоким активним шаром. Ісландія зазнала найсильнішої ерозії ґрунту в Європі, втративши ≈ 50% свого рослинного покриву через надмірний випас і вирубку первинних лісів і чагарників.

## Клімат
Умови життя, як правило, контролюються кліматом, з низькими температурами, екстремальними річними коливаннями сонячного світла та короткими інтенсивними вегетаційними періодами; однак це змінюється від заходу (більш м'який, вологий клімат) до сходу (холодніший і сухіший). Прибережні райони Ісландії та північної Скандинавії мають морський субарктичний клімат із постійними хмарами та сильними вітрами, високими опадами та частими штормами. Середні температури взимку часто м'які, а літо відносно прохолодне (-3 °C взимку до 11 °C влітку). Більш континентальний субарктичний клімат зустрічається всередині країни або вздовж російського узбережжя, де зима набагато холодніша і сухіша, а літо трохи тепліше (-11 °C взимку і 13 °C влітку). На Шпіцбергені дуже холодний і сухий клімат (зима -14 °C, а влітку 5,5 °C).

## Екосистеми
Лісові місцевості займають 10–15% земель російської й норвезької Арктики й 1% в Ісландії (переважно березові чагарники). Поле і тундра займають ≈ 60% земель російської й норвезької Арктики й 46% в Ісландії. Полярна пустеля займає 2% земель російської й норвезької Арктики й > 30% в Ісландії. Постійні водойми займають ≈ 2% земель російської й норвезької Арктики й 12% в Ісландії.

## Рослинність
Арктичне середовище має невелику кількість панівних видів рослин. У вологій тундрі поширеною є пухівка піхвова (Eriophorum vaginatum). Так само невелика кількість супутніх видів рослин, таких як брусниця (Vaccinium vitis-idaea). Склад рослин схожий від одного регіону до іншого навколо Арктики, яка в цілому містить лише 0,4 % світових судинних видів. Арктичні рослини дають велику кількість насіння, але дуже мало з них проростає. Запилення комахами трапляється рідко, тоді як самозапилення дуже поширене. Кількість однорічних видів відносно невелика. Попри суворі умови життя, багаторічні арктичні види можуть прожити довго: до 80 років для карликової берези (Betula nana), понад 100 років для рододендронів і понад 500 років для Diapensia lapponica.

## Ссавці
Теріофауну складають гризуни, комахоїдні, хижаки й копитні. Коливання популяцій гризунів у багатьох районах створюють умови для чисельності популяцій хижаків як серед ссавців, так і серед птахів. Характерними видами копитних є тундрові північні олені та лось (Alces alces) в арктичних лісах. Хижі ссавці є рідкісними в більшості регіонів, здебільшого через використання землі людьми. На території області зустрічаються чотири види великих сухопутних хижаків: бурий ведмідь (Ursus arctos), рись (Lynx lynx), росомаха (Gulo gulo) та вовк (Canis lupus). На узбережжях мешкає велика кількість тюленів і моржів.

## Птахи
Постійних птахів небагато, але кількість птахів, що мігрують велика. Відкриті водно-болотні угіддя Арктики є основним середовищем для розмноження великих популяцій водоплавних птахів, таких як лебеді (Cygnus), казарка чорна (Branta bernicla), Чернь морська (Aythya marila), гаги (Somateria, Polysticta stelleri), кілька видів гусей і куликів (Calidris). У арктичних лісах водяться співучі птахи, дятли, а також кілька видів рябчиків, хижаків і сов. Уздовж морських узбереж є великі колонії морських птахів. Там, де скупчується велика кількість птахів може бути значним випас, поїдання ягід і відкладення посліду.

## Прісноводні риби
Фауна прісноводних риб налічує понад 30 видів. Дуже невелика кількість прісноводних видів обмежується Арктикою, але багато видів риб мають генетичні та поведінкові адаптації до життя в арктичних водах, наприклад, палія арктична (Salvelinus alpinus). На додаток до місцевих видів риб, прісна вода є важливою для життєвого циклу анадромних риб, які нерестяться в прісній воді, але частину свого життя живуть в океані: лосось атлантичний (Salmo salar), сиг (Coregonus), пструг струмковий (Salmo trutta).

## Безхребетні
Різноманітність безхребетних низька. Однак деякі комахи, такі як комарі, мошки й мошки Nematocera рясно з'являються влітку на великих площах у зв'язку з поширеним стоянням прісної води. У деяких районах комахи є серйозною чумою для північних оленів. У Росії жуки (Coleoptera), налічують понад 250 видів. У ґрунті російської тундри найбільшу біомасу виробляє група Annelida (кільчасті черви).